# 羅瑟邁松

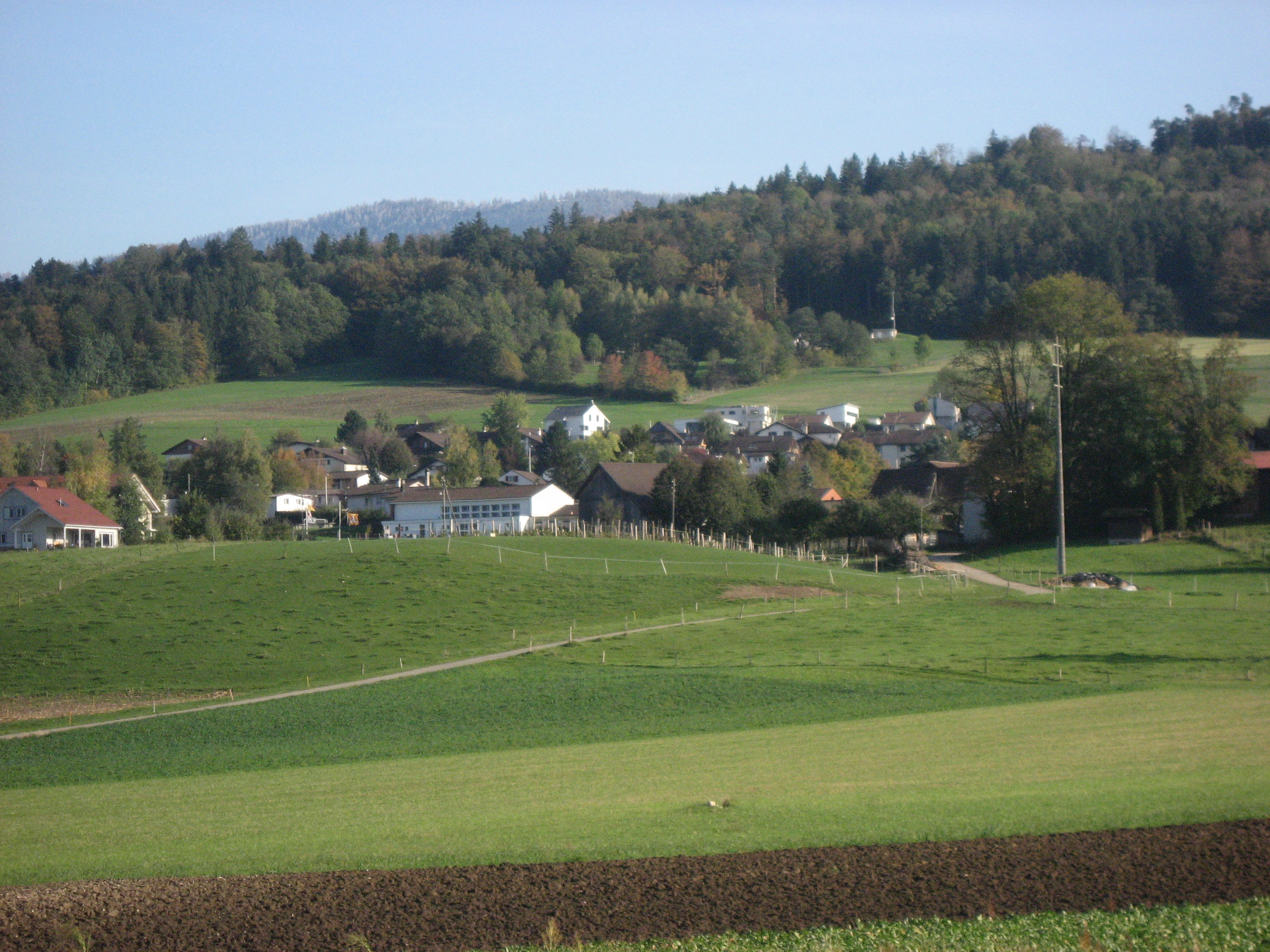

羅瑟邁松是瑞士的城鎮，位於該國西北部，由汝拉州負責管轄，面積1.89平方公里，海拔高度455米，2011年人口585，七成半人口信奉羅馬天主教，人口密度每平方公里310人。